# Nom de Guerre Cabal
Nom de Guerre Cabal je sólové studiové album hudebníka Omara Rodrígueze-Lópeze. Vydáno bylo dne 2. prosince 2016 společností Ipecac Recordings. Stejně jako předchozí deska nazvaná Zapopan, obsahuje i tato nahrávka nové mixy starších písní, tentokrát z desky ¿Sólo Extraño? (2013).

## Seznam skladeb
Autorem všech skladeb je Omar Rodríguez-López.
| Pořadí | Název                       | Původní název na albu ¿Sólo Extraño?                            | Délka |
| ------ | --------------------------- | --------------------------------------------------------------- | ----- |
| 1.     | Uncovering a Word           | „Salt Lines“                                                    | 2:04  |
| 2.     | Bitter Sunsets              | „Invisible Lasiness“                                            | 4:46  |
| 3.     | Healed and Raised by Wounds | „Turn For Caring“                                               | 5:12  |
| 4.     | Riot Squid                  | „Horror“ / „My Horror Is in Park, Drive Me Away Troubled Heart“ | 3:33  |
| 5.     | Life Proves Its Worth       | „House in the Sand“                                             | 6:06  |
| 6.     | Victims of Power            | „Machu Picchu“                                                  | 3:21  |
| 7.     | Violet Rays Again           | „Quemamos Lo“                                                   | 6:12  |
| 8.     | Nom de Guerre               | „Common Condescend“                                             | 4:00  |
| 9.     | How Does One Love Go Blind  | „Discursos“                                                     | 4:00  |

## Obsazení
- Omar Rodríguez-López – zpěv, syntezátory, sekvence, kytara, baskytara, klavír, samply
- Deantoni Parks – bicí (1-7, 9)
- Thomas Pridgen – bicí (8)